# Daniel Mann
Daniel Mann; geboren als Daniel Chugerman, (* 8. August 1912 in Brooklyn, New York, USA; † 21. November 1991 in Los Angeles, Kalifornien, USA) war ein US-amerikanischer Film- und Fernsehregisseur.

## Leben
Seit seiner Kindheit war Mann Theaterschauspieler und besuchte die New York's Professional Children's School und das Neighborhood Playhouse.
1952 begann Daniel Mann als Regisseur in der Filmwelt Fuß zu fassen. Er zeigte wenig Gespür für visuelle Dynamik, dafür aber ein exzellentes Gehör für Dialoge. Die meisten seiner Filme waren Theateradaptionen (Come Back Little Sheba, Rose Tattoo, Teahouse of August Moon) oder griffen auf literarische Vorlagen zurück (Telefon Butterfield 8, Last Angry Man). Mann hat unter anderem mit den Hollywoodstars Marlon Brando, Sidney Poitier und Walter Matthau zusammengearbeitet. Gleich mit seinem Debütfilm Kehr zurück, kleine Sheba erhielt er den Preis für das beste Filmdrama bei den Filmfestspielen von Cannes 1953.
Daniel Mann starb im November 1991 in Los Angeles an Herzversagen.

## Filmografie
- 1953: Kehr zurück, kleine Sheba (Come Back, Little Sheba)
- 1955: Die tätowierte Rose (The Rose Tattoo)
- 1955: Und morgen werd’ ich weinen (I’ll Cry Tomorrow)
- 1956: Das kleine Teehaus (The Teahouse of the August Moon)
- 1958: Hitzewelle (Hot Spell)
- 1959: Der Zorn des Gerechten (The Last Angry Man)
- 1960: Der Kommandant (The Mountain Road)
- 1960: Telefon Butterfield 8 (Butterfield 8)
- 1961: Ada Dallas (Ada)
- 1961: Ein Fremder kam an (Five Finger Exercise)
- 1962: Immer nur deinetwegen (Who’s Got the Action?)
- 1963: Wer hat in meinem Bett geschlafen? (Who’s Been Sleeping in My Bed?)
- 1966: Judith
- 1966: Derek Flint schickt seine Leiche (Our Man Flint)
- 1968: Liebling (For Love of Ivy)
- 1969: Matsoukas, der Grieche (A Dream of Kings)
- 1971: Willard
- 1972: Revengers (The Revengers)
- 1975: Reise in die Angst (Journey into Fear)
- 1978: Matilda
- 1980: Spiel um Zeit (Playing for Time)
- 1981: Am Ende des Weges (The Day the Loving Stopped)
- 1987: Escape – Die Flucht (Unchained)